# Джонсон, Эдриэнн (баскетболистка, 1974)
Эдриэнн Джонсон (англ. Adrienne Johnson; род. 5 февраля 1974 года в Луисвилле, Кентукки, США) — американская профессиональная баскетболистка, выступала в женской национальной баскетбольной ассоциации. На драфте ВНБА 1997 года не была выбрана ни одной из команд, однако ещё до старта дебютного сезона ВНБА подписала соглашение с клубом «Кливленд Рокерс». Играла на позиции атакующего защитника.

## Ранние годы
Эдриэнн родилась 5 февраля 1974 года в городе Луисвилл (штат Кентукки), дочь Лизы Джонсон, а училась она там же в средней школе Батлер Традишнл, в которой выступала за местную баскетбольную команду.